# 이참수
이참수(李讒洙, 1939년 7월 15일~)는 대한민국의 경영학자이자 교수이며, 정당인이다.
새정치국민회의와 자유민주연합 등에서 각각 부총재로 활동하며 국립 대학 총장 출신으로서 정치 활동을 펼친 바 있다. 학내 민주화 요구에 따라, 국립강릉원주대학교 총장으로서는 처음으로 직선제로 선출된 바 있다.

## 학력 및 학위
- 양양중학교 졸업
- 속초고등학교 졸업
- 건국대학교 경영학사
- 건국대학교 대학원 경영학 석사
- 세종대학교 대학원 경영학 박사

## 경력
- 강릉대학교 교수
- 한국경영학회 이사
- 한국회계학회 이사
- 강릉대학교 총장
- 새정치국민회의 부총재
- 자유민주연합 부총재

## 정치 활동
이참수가 본격적으로 정계에 발을 들이게 된 사건은 대한민국 제8대 국회의원 선거이다. 이참수는 대중당 후보로, 강원 제7지역구에 출마했다. 건국대학교 대학원을 진학, 졸업한 이후 제10대 국회의원 선거에 재도전하게 되는데, 소속 정당인 대중당은 1973년에 이미 해산한 이후라 하는 수 없이 무소속으로 강원 제4지역구에 출마하게 된다. 이참수의 득표율은 늘었으나, 여전히 낙선의 결과를 받아들여야 했다.
이후 대학 교수, 총장, 학자의 길을 걷고 있던 중 1996년 김대중이 총재로 있는 새정치국민회의에 부총재로 영입되어 활동하였다. 당시 김대중 총재가 그를 영입하기 위하여 강릉에 5번이나 방문하여 입당을 제안하였다.  그는 부총재로 활동하며 1997년 김대중 대통령이 당선되는데 있어 수도권과 강원도에서 활동하며 기여하였다.  제15대 국회의원 선거에 강릉시 을 후보로 출마하게 된다.
 제16대 국회의원 선거 직전인 2000년경 새정치국민회의가 해산되자, 민주당계 정당에 소속되는 것이 아닌, 자유민주연합의 김종필 총재로부터 부총재로 영입되었다.  2002년 이후 정계에서 은퇴한 후 강릉과 양양에서 지내고 있다.

## 같이 보기
- 국립강릉원주대학교